# 大型クラゲ

大型であるクラゲの代表種　エチゼンクラゲ（ノムラクラゲ）

大型クラゲ（おおがたクラゲ）とは主にエチゼンクラゲ等の巨大クラゲの総称である。
主に根口クラゲの仲間が知られる。東シナ海や太平洋などで頻繁に起こる。

## 概要
種類により大きさなどは異なるが、最大150cm及び2m等が知られており、また大量発生することが知られている。主に根口クラゲ類や旗口クラゲ類が知られている。猛毒種が多いため注意が必要。養殖場などでクリサオラ・プロカミアなどの大量発生などが知られている。大量発生することで漁業や発電に害が出ることがある。

## 大量発生要因
大量発生の理由としては１つ、ウミガメなどの捕食者が減少しているということである。食物連鎖上、ウミガメがクラゲを捕食する消費者であることが分かっているが、漁獲により減ってきている。またウマヅラハギやカワハギがクラゲを捕食することも知られているが、漁獲により減っている。
マヨイアイオイクラゲは最長種、ダイオウクラゲはミズクラゲ科最大種であるが含まない。

## 主な種（巨大種）

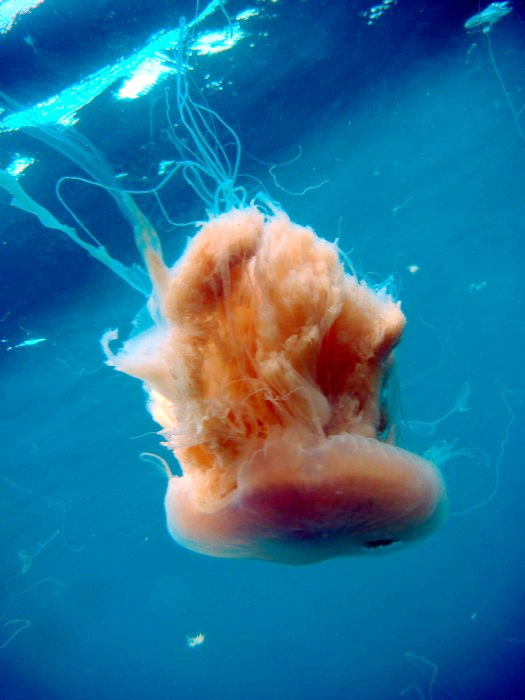
大型クラゲの例

### エチゼンクラゲ（ノムラクラゲ）
・最大150cm

### ビゼンクラゲ
・最大50cm

### キタユウレイクラゲ
・最大2m。

### ユウレイクラゲ
・最大1m。

### ピンクミーニー
・最大70cm

### カツオノエボシ

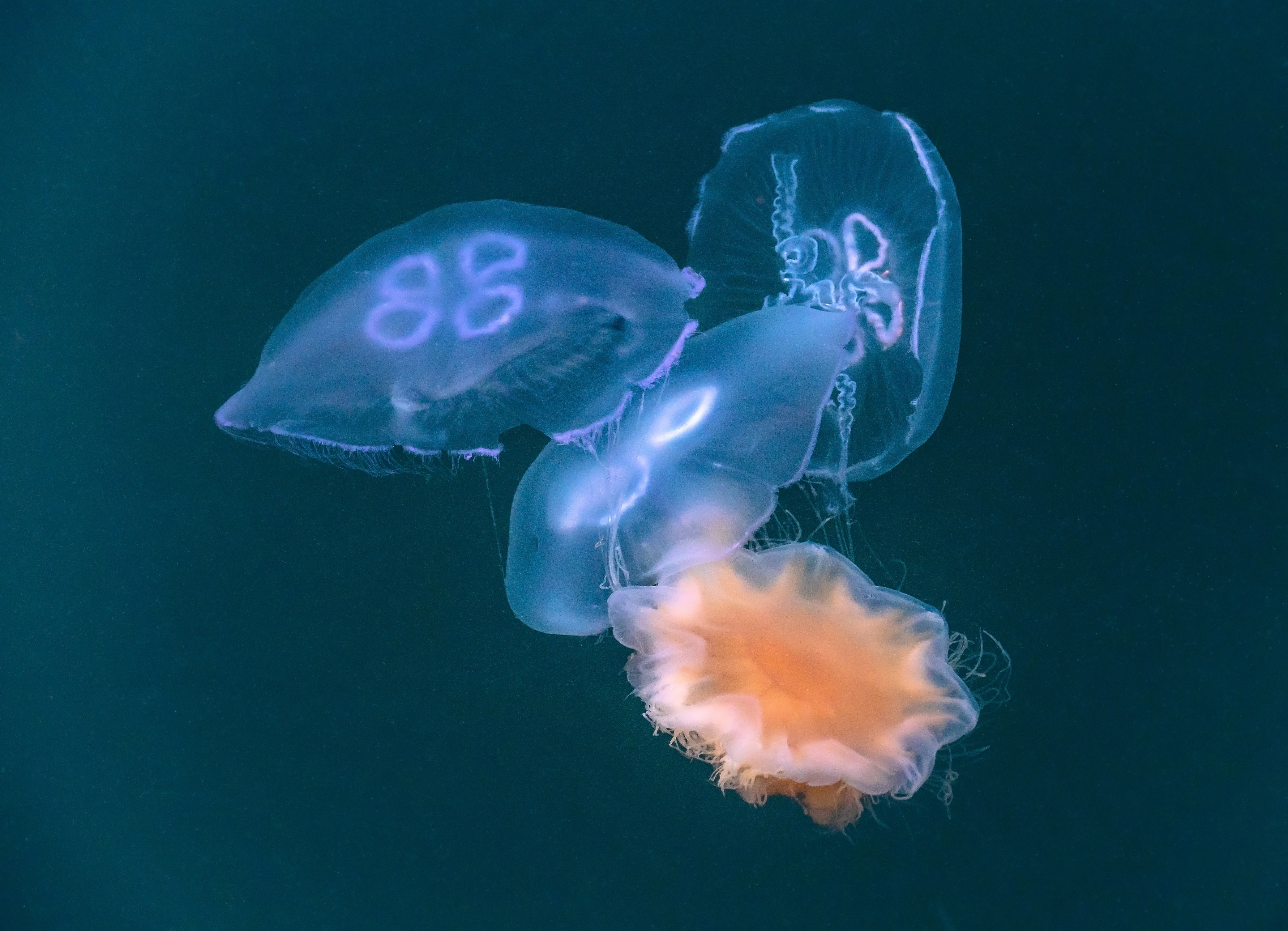
大型クラゲの例（ミズクラゲも大量発生する）

・最大10m